# Neopanorpa breviramus
Neopanorpa breviramus är en näbbsländeart som beskrevs av George W. Byers 1999. Neopanorpa breviramus ingår i släktet Neopanorpa och familjen skorpionsländor. Inga underarter finns listade i Catalogue of Life.